# Ruff (Familienname)
Ruff ist ein Familienname, dessen Ursprung in Baden-Württemberg liegt. Neben Ruff vorkommende Schreib- und Lautvarianten des gleichen Namens sind Ruef, Rueff, Ruf, Ruof und Ruoff.
Bei den Varianten mit einem „o“ bzw. „e“ ist dieser Vokal in der standarddeutschen Aussprache Deutschlands stumm, das „uo“ bzw. „ue“ wird also als langes [uː] ausgesprochen. Im Alemannischen, aus welchem der Name stammt, wird „uo“ und „ue“ hingegen immer noch diphthongisch als [uə] realisiert, also Ruef, Rueff, Ruof, Ruoff als [ruəfː]; dies gilt auch für die standarddeutsche Aussprache in der Schweiz.

## Namensherkunft
Ruff ist eine Zusammenziehung aus Rudolf und geht damit auf den männlichen Personennamen zurück.
Andere Herleitungen, etwa von dem deutschen Verb rufen, aus einem angeblichen (tatsächlich aber inexistenten) altnordischen Adjektiv rhodu oder von dem lateinischen Vornamen Rufus, sind sprachwissenschaftlich nicht haltbar.

## Verbreitung
Die verbreitetsten Varianten des Namens sind heute die Schreibungen Ruff und Ruoff. Die heutigen Namensträger dieser beiden Namen stammen ursprünglich aus dem schwäbischen Raum zwischen Neckar und Donau. Gegenwärtig gibt es in Deutschland rund 6.000 Namensträger der Variante Ruff und 3.000 Namensträger der Variante Ruoff, die jeweils überwiegend in Baden-Württemberg leben. In den USA leben für beide Varianten jeweils mehr als 20.000 Namensträger.
In Deutschland gibt es überdies auch 5.000 Ruf, in den USA allerdings nur etwa 2.000. Dieser Name ist heute auch überwiegend in Baden-Württemberg verbreitet und stammt auch ursprünglich aus dem alemannischen Raum, ist aber nicht so genau zu verorten. Die anderen Varianten sind weltweit deutlich seltener.
In der Schweiz ist neben Ruf die Schreibform Ruef verbreitet. Die Familien, die sich Rueff und Ruoff schreiben, stammen ursprünglich aus Deutschland und Frankreich (Elsass). Eine weitere Variante von Ruef ist Rufer, Ruefer.

## Namensträger

### Ruef
- Hans Ruef (* 1949), Schweizer Sprachwissenschafter und Hochschullehrer
- Jakob Ruef (~1505–1558), Schweizer Chirurg und Schriftsteller
- Johann Kaspar Ruef (1748–1825), Jurist, Bibliothekar und Professor in Freiburg
- Karl Ruef (1916–2009), österreichischer Offizier der Wehrmacht und des Bundesheeres
- Matthias Ruef (1745–1822), österreichischer Barockmaler
- Maximilian Ruef (1804–1881), ab 1828 Großherzoglicher Hofgerichtsadvokat in Freiburg

### Rueff
- Adolf Rueff (1820–1885), deutscher Tierarzt
- Carlos Keller Rueff (1897–1974), chilenischer Journalist, Schriftsteller und Faschist
- Jacob Rueff (~1505–1558), Schweizer Chirurg, Geburtshelfer und Schriftsteller
- Jacques Rueff (1896–1978), französischer Politischer Theoretiker und Wirtschaft- und Finanzexperte
- Jeanine Rueff (1922–1999), französische Komponistin
- Johann Rueff (1806–1869), österreichischer Baumeister
- Johann Caspar von Rueff (um 1770), deutscher Mediziner
- Johannes Rueff (1520–1599), österreichischer Benediktiner und später Abt von Zwettl, dann Heiligenkreuz
- Ralf Rueff (* 1968), deutscher Fußballspieler
- Roger Rueff, US-amerikanischer Schriftsteller, Autor zahlreicher Theaterstücke und Drehbücher
- Rudolf Kaeser-Rueff (1870–1932), österreichischer Genremaler, Grafiker, Komponist und Opernsänger
- Sonja Rueff-Frenkel (* 1972), schweizerische Politikerin (FDP), Kantonsrätin des Kanton Zürich

### Ruff
- Charles Ruff (1939–2000), US-amerikanischer Jurist
- Christiane Ruff (* 1960), deutsche Fernsehproduzentin
- Franz Ruff (1906–1979), deutscher Architekt
- Harry Ruff (* 1931), ukrainischer Maler
- Helgret Ruff (1943–2017), deutsche Sportjournalistin
- Hugo Ruff (1843–1924), deutscher Heimatforscher
- Ian Ruff (* 1946), australischer Segler
- Ingo Ruff (* 1965), deutscher Moderator und „Die Stimme der Bahn“
- Josef Ruff (1846–1912), österreichischer Arzt und populärmedizinischer Schriftsteller
- Karl Ruff (Politiker) (1796–1869), deutscher Politiker, württembergischer Landtagsabgeordneter
- Karl Martin Ruff (1937–2020), deutscher Heimatforscher
- Konrad Ruff (1895–1945), deutscher Maler
- Lennart Ruff (* 1986), deutscher Film- und Werberegisseur
- Leon Ruff (* 1996), US-amerikanischer Wrestler
- Lindy Ruff (* 1960), kanadischer Eishockeyspieler und -trainer
- Ludwig Ruff (1878–1934), deutscher Architekt
- Mark Edward Ruff (* 1969), US-amerikanischer Historiker und Hochschullehrer
- Matt Ruff (* 1965), US-amerikanischer Schriftsteller
- Michelle Ruff (* 1967), US-amerikanische Synchronsprecherin
- Otto Ruff (1871–1939), deutscher Chemiker
- Philipp Ruff (1907–1980), österreichischer Musikkritiker
- Siegfried Ruff (Generalleutnant) (1895–1946), deutscher Generalleutnant
- Siegfried Ruff (Mediziner) (1907–1989), deutscher Luftwaffenmediziner und Hochschullehrer
- Thomas Ruff (* 1958), deutscher Fotokünstler
- Tobias Ruff (* 1976), deutscher Politiker (ÖDP)
- Willie Ruff (1931–2023), US-amerikanischer Jazzmusiker und Hochschullehrer

### Ruof
- Gernot Ruof (* 1964), deutscher Fußballspieler

### Ruoff
- Alex Ruoff (* 1986), US-amerikanischer Basketballspieler
- Arno Ruoff (1930–2010), deutscher Sprachwissenschaftler
- Arthur Ruoff (* 1930), US-amerikanischer Physikalischer Chemiker, Materialwissenschaftler und Festkörperphysiker
- August Ruoff (1809–nach 1854), deutscher Verleger und Politiker

- Axel Ruoff (Komponist) (* 1957), deutscher Komponist
- Axel Ruoff (Autor) (* 1971), deutscher Schriftsteller
- Fritz Ruoff (1906–1986), deutscher Bildhauer und Maler
- Hans Ruoff (1893–1986), deutscher Schriftsteller und Übersetzer (München)
- Joachim Ruoff (1911–1996), deutscher Offizier, Standartenführer der Waffen-SS und Verleger
- Manfred Ruoff (1935–2004), deutscher Fußballspieler

- Melchior Ruoff (Abt) († 1540), Abt von Königsbronn
- Melchior Ruoff (Fotograf) (1879–1951), deutscher Fotograf und Verleger von Ansichtskarten
- Paul Ruoff (1897–1981), Schweizer Fußballschiedsrichter
- Richard Ruoff (1883–1967), deutscher Offizier
- Rita Ruoff-Breuer (* 1949), deutsche Architektin und Baubeamtin, Präsidentin des Bundesamtes für Bauwesen und Raumordnung (BBR)
- Rodney S. Ruoff (* 1957), US-amerikanischer Chemiker
- Susanne Ruoff (* 1958), Schweizer Managerin
- Theodore Burton Fox Ruoff (1910–1990), CBE, CB, Jurist und Fachautor für Grundbesitz, Chief Land Registrar des UK (1963–1975), lebte in London
- Ulrich Ruoff (* 1940), Schweizer Prähistoriker
- Wilhelm Heinrich Ruoff (1906–1980), Schweizer Rechtshistoriker, Genealoge und Hochschullehrer
- Wolfgang Ruoff (1882–1964), Pianist und Musikprofessor